# گریسهایم
شهر گریزهایم در ایالت هسن در کشور آلمان واقع شده‌است.این شهر کوچک در غرب دارمشتات بخشی از ناحیه دارمشتات دیبورگ محسوب می شود و بخاطر جشنواره پیاز و محصولات متنوع کشاورزی شهرت دارد.